# GMA Pinoy TV
Pour les articles homonymes, voir GMA.
GMA Pinoy TV est une chaîne de télévision internationale en langue philippine appartenant à GMA Network, Inc. Il s'agit de la première chaîne internationale de GMA Network, suivie de GMA Life TV et de GMA News TV International.